# Брезик (Прњавор)
Брезик је насељено мјесто у општини Прњавор, Република Српска, БиХ. Према попису становништва из 1991. у насељу је живјело 304 становника.

## Становништво
| Демографија | Демографија | Демографија |
| Година      | Становника  | Становника  |
| ----------- | ----------- | ----------- |
| 1948.       | 343         |             |
| 1953.       | 372         |             |
| 1961.       | 391         |             |
| 1971.       | 385         |             |
| 1981.       | 343         |             |
| 1991.       | 304         |             |